# Acrolophus spathista
Acrolophus spathista är en fjärilsart som beskrevs av Edward Meyrick 1919. Acrolophus spathista ingår i släktet Acrolophus och familjen Acrolophidae. Inga underarter finns listade i Catalogue of Life.